# Collectivisatie
Collectivisatie is het maken tot gemeenschappelijk eigendom van eerder privé-eigendom vanuit een ideologie van collectivisme. Het vond veel plaats door samenvoeging van bestaande zelfstandige boerderijen in communistische landen.
Een vroeg voorbeeld was de collectivisatie in de Sovjet-Unie in de jaren 1920 en 1930. Hier werd de landbouw, voornamelijk onder Jozef Stalin gecollectiviseerd en moest een bepaald percentage van de oogst aan de staat worden afgedragen. Hier bestonden boerderijen uit kolchozen, gemeenschappelijke boerderijen, en sovchozen, staatsboerderijen. In de DDR waren er de vergelijkbare LPG's en VEG's.
In China werd het platteland tussen 1958 en 1985 ingedeeld in volkscommunes waarin geen eigen bezit bestond.